# Strzeszynianka
Strzeszynianka – potok w powiecie gorlickim, w województwie małopolskim, w Polsce. Należy do zlewiska Morza Bałtyckiego dorzecza Wisły.
Jego źródła znajdują się w Kwiatonowicach (gm. wiejska Gorlice). Następnie potok przepływa przez Bugaj, Strzeszyn (na początkowym odcinku stanowi granicę tej wsi z Racławicami) (gm. Biecz) oraz Klęczany (gm. wiejska Gorlice), gdzie uchodzi do Ropy.